# NGC 2751
NGC 2751 is een spiraalvormig sterrenstelsel in het sterrenbeeld Kreeft. Het hemelobject werd op 28 maart 1864 ontdekt door de Duitse astronoom Albert Marth.

## Synoniemen
- MCG 3-23-37
- ZWG 90.71
- PGC 25517